# Gironde-sur-Dropt
 Gironde-sur-Dropt  là một xã thuộc tỉnh Gironde trong vùng Nouvelle-Aquitaine tây nam nước Pháp.